# Чемпионат мира по регбилиг 1957
Чемпионат мира по регбилиг 1957 (англ. 1957 Rugby League World Cup) — второй в истории регбилиг чемпионат мира, проведённый в июне 1957 года в Австралии (Сидней и Брисбен). Турнир был приурочен к 50-летию австралийского регбилиг, в нём приняли участие те же четыре сборные, что и в первом розыгрыше чемпионата мира: Австралии, Франции, Великобритании и Новой Зеландии. Турнир прошёл в один круг.
Перед турниром фаворитами считались сборная Великобритании с такими звёздными защитниками, как Билли Бостон, Мик Салливан, Джефф Стивенсон и Льюис Джонс, и лидером Аланом Прескоттом; а также сборная Франции с Жаком Мерки. На хозяев — сборную Австралии — оказывалось колоссальное давление в связи с тем, что семь месяцев тому назад в розыгрыше крикетного трофея Эшес сборная Австралии потерпела поражение от Англии. Тем не менее, австралийцы выиграли все три матча в групповом этапе и завоевали титул чемпионов мира.
Впервые на том турнире были вручены призы лучшим игрокам каждой сборной: их получили Жильбер Беносс ( Франция), Брайан Карлсон ( Австралия), Фил Джексон ( Великобритания) и Билл Соренсен ( Новая Зеландия).

## Стадионы
| Сидней                       | Брисбен                       |
| ---------------------------- | ----------------------------- |
| Сиднейский крикетный стадион | Брисбенский крикетный стадион |
| Вместимость: 70 000          | Вместимость: 48 000           |
|                              |                               |

## Судьи
Три матча судил новозеландец Вик Белшем, в том числе и одну из встреч его родины. В составе сборной Новой Зеландии на позиции полузащитника играл его брат Сел,

## Матчи

### 1-й тур
В первом же матче Австралия одержала уверенную победу над новозеландцами, но из-за травм до конца турнира потеряла фуллбэка Кита Барнса и скрам-хава Кита Холмана. В присутствии более чем 50 тысяч зрителей британцы переиграли Францию, хотя именно на матчах Франции собиралось больше всего зрителей чемпионата мира. Около 60 тысяч человек собирались на предыдущих четырёх тест-матчах Австралии и Франции в Сиднее в 1951 и 1955 годах.
| 15 июня | Австралия | 25:5 | Новая Зеландия | Брисбенский крикетный стадион, Брисбен Зрителей: 29 636 |
| 15 июня |           |      |                | Брисбенский крикетный стадион, Брисбен Зрителей: 29 636 |

| 15 июня | Франция | 5:23 | Великобритания | Сиднейский крикетный стадион Зрителей: 50 077 |
| 15 июня |         |      |                | Сиднейский крикетный стадион Зрителей: 50 077 |

### 2-й тур
Сборная Австралии выиграла матч у британцев после удачных замен: на поле вышли Кен Маккеффери и Брайан Карлсон, решившие исход встречи и взломавшие британскую оборону. В свою очередь, Франция обыграла Новую Зеландию, отправив её на последнее место в турнирной таблице.
| 17 июня | Австралия | 31:6 | Великобритания | Сиднейский крикетный стадион Зрителей: 58 655 |
| 17 июня |           |      |                | Сиднейский крикетный стадион Зрителей: 58 655 |

| 17 июня | Франция | 14:10 | Новая Зеландия | Брисбенский крикетный стадион, Брисбен Зрителей: 22 142 |
| 17 июня |         |       |                | Брисбенский крикетный стадион, Брисбен Зрителей: 22 142 |

### 3-й тур
Австралия, обыграв Францию, досрочно завоевала титул чемпионов мира благодаря капитану Дику Пулу. Великобритания же через три дня в ничего не решавшем матче проиграла сенсационно новозеландцам, которые одержали свою первую победу на чемпионатах мира: на семь голов Билла Соренсена удалось ответить только тремя голами Льюиса Джонса.
| 22 июня | Австралия | 26:9 | Франция | Сиднейский крикетный стадион Зрителей: 35 158 |
| 22 июня |           |      |         | Сиднейский крикетный стадион Зрителей: 35 158 |

| 25 июня | Великобритания | 21:29 | Новая Зеландия | Сиднейский крикетный стадион Зрителей: 14 263 |
| 25 июня |                |       |                | Сиднейский крикетный стадион Зрителей: 14 263 |

### Итоги
| Команда        | Игры | Победы | Ничьи | Поражения | Забито | Пропущено | Разница | Очки |
| -------------- | ---- | ------ | ----- | --------- | ------ | --------- | ------- | ---- |
| Австралия      | 3    | 3      | 0     | 0         | 82     | 20        | +62     | 6    |
| Великобритания | 3    | 1      | 0     | 2         | 50     | 65        | −15     | 2    |
| Новая Зеландия | 3    | 1      | 0     | 2         | 44     | 60        | −16     | 2    |
| Франция        | 3    | 1      | 0     | 2         | 28     | 59        | −31     | 2    |